# Jaroslav Uhlíř

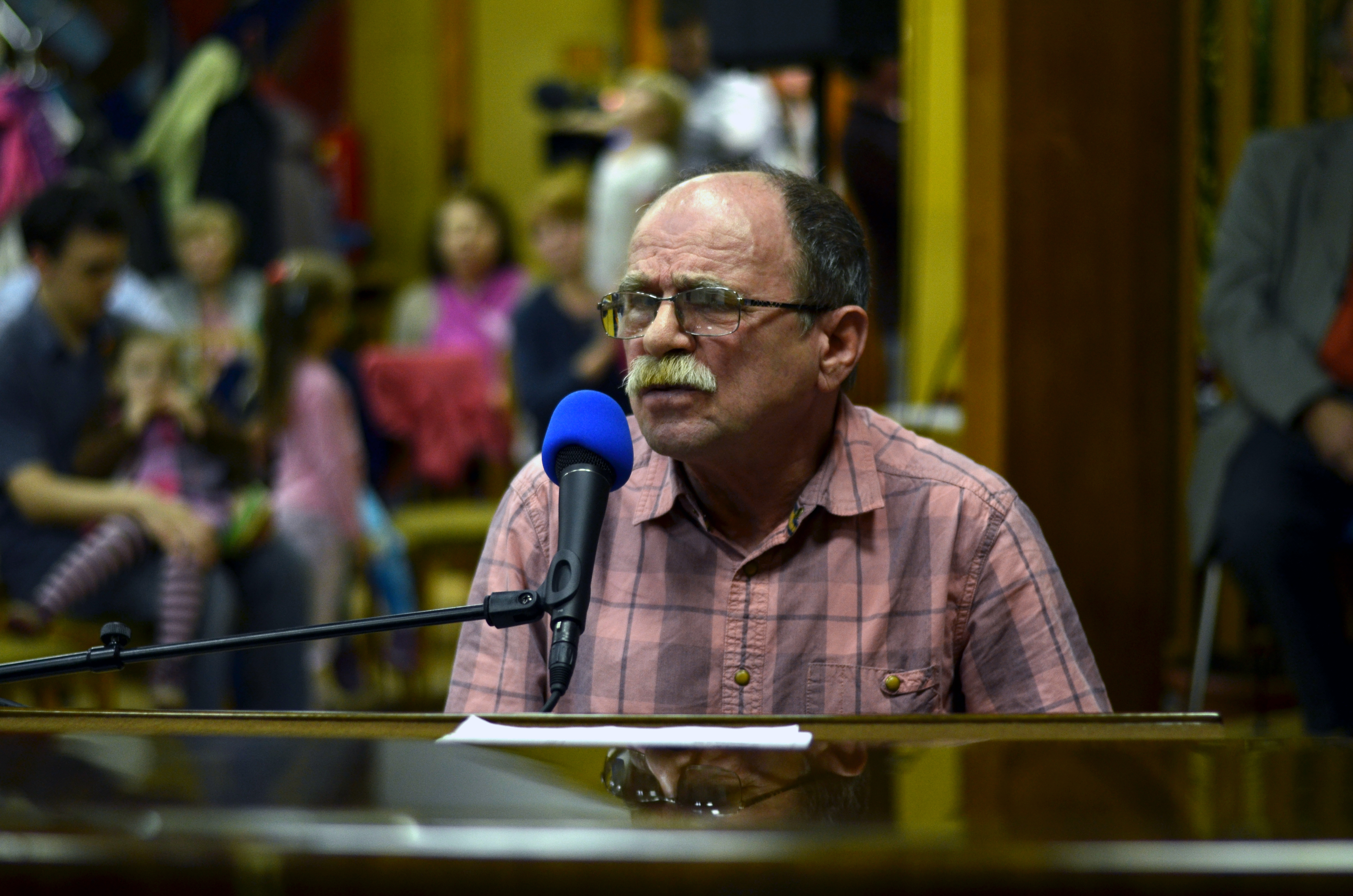
Při vystoupení v Adamově v roce 2015

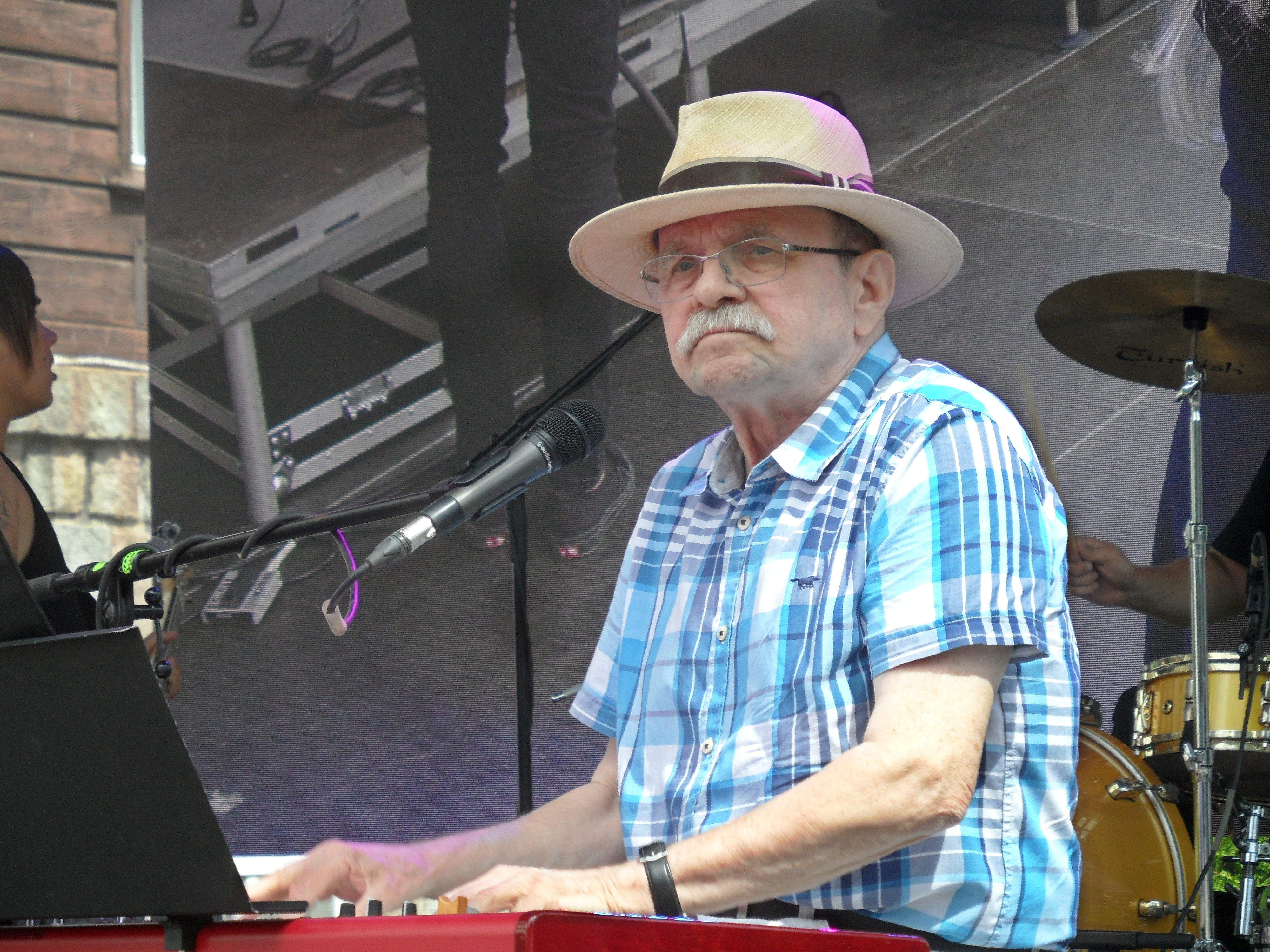
Koncert srpen 2024, Pojez fest, lázně Karlova Studánka

Jaroslav Uhlíř (* 14. září 1945 Praha) je skladatel populární a filmové hudby, herec, zpěvák, komik, klavírista a moderátor.

## Životopis
V mládí zpíval v Dětském pěveckém sboru Československého rozhlasu pod vedením Bohumila Kulínského st.. Zpíval v různých kavárenských tanečních skupinách. Stal se členem skupin Prominence a Faraon. Později byl zaměstnán jako skladatel v Československém rozhlase, kde se seznámil se Zdeňkem Svěrákem. Vystupoval v pravidelném televizním pořadu Hitšaráda, který moderoval společně s textařem a moderátorem Karlem Šípem. Na něj pak přímo navázala zábavní show Galašaráda. Spolu se Šípem a Petrou Janů tvořili recesistickou skupinu Triky a pověry.
Jaroslav Uhlíř složil hudbu k filmům Ať žijí duchové!, Vrchní, prchni, Lotrando a Zubejda nebo S čerty nejsou žerty. Se Zdeňkem Svěrákem spolupracoval na hudebním televizním pořadu pro děti Hodina zpěvu (1988 až 2017). Vedle písní vzešla z pořadu řada krátkých operet (O Budulínkovi, O dvanácti měsíčkách) a tři z nich se staly základem filmu Tři bratři.
Složil hudbu k Schelingerovým písním „Holubí dům“ a „Jabloňový list“. V roce 2005 složil hudbu k písni „Ani k stáru“, která byla o rok později použita na soundtracku k filmu Vratné lahve (2006).
Během zlínského filmového festivalu v roce 2014 obdržel ocenění za tvůrčí přínos ve filmové tvorbě pro děti a mládež.
V roce 1977 byl krátce členem souboru Divadla Járy Cimrmana, kde působil jako herec ve hře Cimrman v říši hudby jako dirigent, později si vyzkoušel i roli Bárty ve hře Záskok. (viz níže)

## Dílo

### Filmová hudba
- Jak básníci čekají na zázrak (2016)
- Tři bratři (2014)
- Láska rohatá (TV film, 2009)
- Fišpánská jablíčka (TV film, 2008)
- Kouzelná tetička Valentýna (TV film, 2008)
- Vratné lahve (2006)
- Honzík a Samuel aneb kudy vede cesta na sever (TV seriál, 2005)
- Jak básníci neztrácejí naději (2003)
- Švestka (divadelní záznam, 2002)
- Elixír a Halíbela (TV film, 2001)
- Lijavec (divadelní záznam, 1997)
- Hospoda (TV seriál, 1996)
- Lotrando a Zubejda (1996)
- Když se slunci nedaří (TV seriál, 1995)
- Medvědi nic nevědí (TV seriál, 1994)
- Potkal jsem ho v ZOO (1994)
- Čarodějky z předměstí (1990)
- O zapomnětlivém černokněžníkovi (1990)
- Tvrdý chleba (TV film, 1990)
- Pane králi, jdeme z dáli (TV film, 1989)
- Sáňkování není povoleno (TV film, 1989)
- Utopím si ho sám (TV film, 1989)
- Kam doskáče ranní ptáče (1987)
- Bloudění orientačního běžce (1986)
- O štěstí a kráse (TV film, 1986)
- Rohy (1986)
- Štěstí má jméno Jonáš (TV film, 1986)
- O chytrém Honzovi aneb Jak se Honza stal králem (TV film, 1985)
- Cizí holka (TV film, 1984)
- Koloběžka první (TV film, 1984)
- Lupa je tlustý sklo (TV film, 1984)
- S čerty nejsou žerty (1984)
- Tři veteráni (1983)
- Motiv (TV film, 1982)
- Princové jsou na draka (TV film, 1980)
- Trhák (1980)
- Vrchní, prchni (1980)
- Ať žijí duchové! (1977)

### Televizní pořady (výběr)
- Hitšaráda v Československé televizi vysílána v letech 1978–1986, na ni navazovala Galašaráda na ČT1 (oba pořady společně s Karlem Šípem)
- Paškál (pořad) na TV Nova
- Hodina zpěvu (společně se Zdeňkem Svěrákem)
- Klip Klap (společně s Karlem Šípem)

### Knihy (výběr)
- Zdeněk Svěrák, Jaroslav Uhlíř: Zpívání, vydalo nakladatelství Klub čtenářů v roce 2009, ISBN 978-80-253-0660-4,
- Není nutno...
- Zpěvník
- Když se zamiluje kůň...
- Mám v hlavě myš Lenku
- Když je pěkné počasí
- Písničky o zvířatech
- Jaké je to v Čudu

### Divadlo Járy Cimrmana
V tomto divadle krátce účinkoval. Nejdříve v 70. letech alternoval Pavla Vondrušku v představení Cimrman v říši hudby v roli dirigenta. Během 80. let párkrát v této roli zaskočil a v 90. letech zaskakoval pravidelně. V roce 1994 ztvárnil roli podruha Bárty ve hře Záskok. Později však divadlo opustí po té, co nepřišel na 2 představení, které za něj odehrál Marek Šimon. Podle jeho slov tam nepřišel, protože netušil, co je ferman. V představení Divadla Járy Cimrmana se také hrají dvě jeho písně – Elektrický Valčík (Lijavec) a Šel nádražák na mlíčí (Švestka).

## Diskografie
Jaroslav Uhlíř je spoluautorem mnoha hudebních alb, většinu písní složil na texty  Zdeňka Svěráka.
Sólově vydal album Nejsou jen ztráty (1997)

### Se Zdenkem Svěrákem
- Hodina zpěvu (1992)
- Není nutno… (1993)
- …aby bylo přímo veselo (1994)
- Hlavně nesmí býti smutno… (1995)
- …natož aby se brečelo (1997)
- Zpěvník (výběrové album, 1997)
- Nemít prachy – nevadí… (1999)
- Vánoční a noční sny (2000)
- Nemít srdce – vadí… (2001)
- Zpěvník (reedice, 2002)
- …zažít krachy – nevadí! (2003)
- …zažít nudu – vadí! (2005)
- 20 let písniček z pořadu Hodina zpěvu (výběrové album, 2007)
- Hity a skorohity (výběrové album, 2008)
- Takovej ten s takovou tou (2009)
- Písničky o zvířatech (výběrové album, 2010)
- Alchymisti (2011)
- Jupí (2014)
- Operky (výběrové album, 2016)
- Cirkusový stan (2016)
- Ty nejlepší písničky v novém kabátě (2016)

### S Karlem Šípem
- Šíp a Uhlíř v Hitšarádě (1985)
- Když jsou na to dva (1989)
- A další hity (1990) se skupinou Triky a pověry
- Šíp a Uhlíř v Šarádě (1993)